# Earshot
Earshot («На відстані чуття») — американський рок-гурт. Випустив 3 студійні альбоми, останній з яких, «The Silver Lining», вийшов в серпні 2008 року.

## Біографія
Гурт був сформований в 1999 році вокалістом Вілом Мартіном і гітаристом Скоттом Кохлера в Лос-Анджелесі. Басист Джонні Спрага і гітарист Майк Каллахан приєдналися до них через деякий час, але покинули склад після випуску першого альбому.
Автор-виконавець Віл визнає у своїй творчості вплив Led Zeppelin, Joni Mitchell, Black Sabbath, The Beatles, Кета Стівенса, AC/DC, і Metallica.
Дебютний альбом гурту, «Letting Go», вийшов у 2002 році та зайняв # 82 в Billboard 200 Першим синглом стала «Get Away», що отримала відмінну ротацію на радіо і добралася до 6 місця в Hot Modern Rock Tracks. Пісня «Headstrong» потрапила до саундтреку до фільму «Королева проклятих».
В кінці 2002 року, після туру з Staind, Kid Rock та Stone Temple Pilots, Earshot засіли в студію для запису наступного альбому, який вийшов у 2004 році під назвою «Two». Він містив суперхіт «Wait», який дебютує на 13 місці чарту Hot Modern Rock Tracks. Крім цього, пісня потрапить в саундтреки до відеоігор Madden NFL 2005, MX vs. ATV Unleashed, і на DVD до Тампа Бей Лайтнінг.
На початку 2007 Earshot підпише контакт з Indegoot / Fontana / Universal Recordings і почне роботу над новим альбомом. 13 травня 2008 на MySpace буде викладений новий сингл «MisSunderstood», а 26 серпня вийде сам альбом під назвою «The Silver Lighting».
20 жовтня 2009 гурт виклав на своєму сайті новий сингл «The Ugly Truth».

## Дискографія

### Студійні альбоми
| Рік  | Назва             | Лейбл                          | US  |
| ---- | ----------------- | ------------------------------ | --- |
| 2002 | Letting Go        | Warner Bros. Records           | 82  |
| 2004 | Two               | Warner Bros. Records           | 127 |
| 2008 | The Silver Lining | Indegoot / Fontana / Universal | -   |

### Сингли
| Рік  | Назва            | Позиції | Позиції | Альбом            |
| Рік  | Назва            | US Main | US Mod  | Альбом            |
| ---- | ---------------- | ------- | ------- | ----------------- |
| 2002 | «Get Away»       | 6       | 20      | Letting Go        |
| 2002 | «Not Afraid»     | 24      | -       | Letting Go        |
| 2004 | "Wait            | 13      | 33      | Two               |
| 2005 | «Someone»        | 27      | -       | Two               |
| 2008 | «MisSunderstood» | 38      | -       | The Silver Lining |
| 2009 | «The Ugly Truth» | -       | -       | N/A               |